# 埼玉県女子サッカーリーグ
埼玉県女子サッカーリーグ（さいたまけんじょしサッカーリーグ）は、日本の埼玉県に所在する女子（第5種）登録チームが参加する女子サッカーリーグである。日本全国の都道府県にある都道府県リーグのひとつであり、日本の女子サッカーリーグ編成において4部に相当する。

## 概要
1993年に設立された。2020年時点のリーグは1部・2部3部に分かれており、1部、2部共に10チーム。3部は、5チームで構成される。（年度により多少増減がある）埼玉県内で新たに女子サッカーリーグに参加する場合、3部リーグから参加する。リーグは8月から翌2月（2020年時点）にかけて開催される。2020シーズンに限り、1部、2部は A・Bブロック（各5チーム）での総当たりおよび順位決定戦で順位を決め、3部は1回の総当たりで順位を決める。過去の対戦方式は、1部は1回戦総当り制で10試合を戦う。2011年までは1部8チーム、2部15チームで構成され、1部は2回戦総当り制で14試合を、2部は1回戦総当り制で同じく14試合を戦う方式だったが、2012年にリーグが再編され、1部、2部共に1回戦総当り制で合計10試合を戦う形式になっている。1部下位2チームは2部1位、2位チームと自動入れ替えで降格となる。
1部リーグ優勝チームは関東女子サッカーリーグ入替え戦への参加権を得る。入替え戦では関東の1都7県の都県リーグ優勝チームが参加する関東トーナメント戦で上位2位に入った後、関東女子サッカーリーグ下位2チームとの入替え戦に勝利すると関東女子サッカーリーグへの参加権を得ることが出来る。
なお、2020シーズンの大会要項として、各リーグ下位チームの「チーム降格」について行わない。2部上位2チームは1部へ昇格し、3部上位2チームは2部へ昇格する。但し、2021シーズンについては、1部10チーム、2部10チームのリーグ編成を前提として、各リーグ下位の最大4チームが下位リーグへ降格する。2021シーズンの最終的なリーグ編成についてはリーグ総会にて決まる予定。

## 参加クラブ（2020シーズン）

### 1部（10チーム）
| 東京国際大学女子サッカー部サテライト   | 坂戸市   |      | 公式サイト         | 浦和レッドダイヤモンズレディースジュニアユース | さいたま市 | 1989 | 公式サイト |
| 1FC川越水上公園メニーナU-18            | 川越市   |      | チーム公式Facebook | ちふれASエルフェン埼玉マリ                     | 狭山市     |      | 公式サイト |
| DBFC楓昴（大東文化大学女子サッカー部） | 東松山市 | 2005 | 公式サイト         | ちふれASエルフェン埼玉マリ U-15                | 狭山市     |      | 公式サイト |
| 白岡SCL＋（プラス）                    | 白岡市   |      | 公式サイト         | 白岡SCL                                        | 白岡市     |      | 公式サイト |
| GRAMADO FC TOKINAN                     | 戸田市   |      | 公式サイト         | フィリア FC                                    | 春日部市   | 2001 | 公式サイト |

### 2部（10チーム）
| 大宮FCエンジェルス       | さいたま市 | 2005 | 公式サイト          | 文教大学女子サッカー部            | 越谷市     | 2011 | 公式サイト         |
| 越谷レディースファミリー | 越谷市     | 2008 | 公式サイト          | FC Angeles                        | さいたま市 | 2016 | 公式サイト         |
| FC JAM-G                 | 坂戸市     |      |                     | 1FC 川越水上公園メニーナ セカンド | 川越市     |      | チーム公式Facebook |
| 上福岡女子SC             | ふじみ野市 | 1980 | チーム公式Instagram | FC十文字VENTUS U-15               | 新座市     |      | 公式サイト         |
| 白岡SCレディース         | 白岡市     |      |                     | GRAMADO FC TOKINAN SECOND         | 戸田市     |      | 公式サイト         |

### 3部（5チーム）
| クラブ名                      | ホームタウン | 設立年 | 備考                     |
| ----------------------------- | ------------ | ------ | ------------------------ |
| FC楓昴 Lifelong               | 東松山市     | 2018   | 大東文化大学出身OGチーム |
| 南稜エスタディオシスターズ    |              |        | 南陵高校卒業生チーム     |
| 熊谷リリーズU-15 カサブランカ | 熊谷市       |        | チーム公式Instagram      |
| 武蔵丘SC CYNTHIA              | 比企郡吉見町 |        | チーム公式Twitter        |
| 白岡SCL U-13                  | 白岡市       |        | 公式サイト               |

## 参加クラブ（2014シーズン）
| クラブ名                                           | ホームタウン | 設立年 | 備考           |
| -------------------------------------------------- | ------------ | ------ | -------------- |
| 大東文化大学女子サッカー部                         | 東松山市     | 2005   | 公式サイト     |
| ASエルフェン狭山マリ                               | 狭山市       | 1978   | 公式サイト     |
| 浦和レッドダイヤモンズ・ジュニアユース・レディース | さいたま市   | 1998   | 公式サイト     |
| アスパージュ熊谷                                   | 熊谷市       | 2006   | 公式サイト     |
| 戸木南ボンバーズFC                                 | 戸田市       | 1993   | 公式サイト     |
| 大宮FCエンジェルス05                               | さいたま市   |        | 公式サイト     |
| 白岡SCL U-15                                       | 白岡市       | 2005   | 公式サイト     |
| 東京国際大学女子サッカー部(サ)                     | 坂戸市       | 2011   | 公式サイト     |
| FC熊谷プレシオッサ                                 | 熊谷市       | 2007   | 公式サイト     |
| 上福岡女子SC                                       | ふじみ野市   | 1980   | 公式サイト     |
| 川越レディース                                     | 川越市       |        | 公式サイト     |
| 妻沼毎日セイントミュートス                         |              |        |                |
| 川口FCスピリッツ                                   | 川口市       |        |                |
| 埼玉大学女子サッカー部                             | 高崎市       |        | 公式サイト     |
| 大宮FCエンジェルス09                               | さいたま市   |        | 公式サイト     |
| 南稜高校女子サッカー部                             | 戸田市       |        | 高校公式サイト |
| 越谷レディースファミリー                           | 越谷市       |        | 公式サイト     |
| KFC06                                              |              |        |                |
| SEフィリアA                                        | 春日部市     | 2001   | 公式サイト     |
| FC JAM-G                                           | 坂戸市       |        | JFAによる紹介  |
| アスパージュ熊谷(シ)                               | 熊谷市       | 2006   | 公式サイト     |
| SEフィリアB                                        | 春日部市     | 2001   | 公式サイト     |

## 過去の成績（1部リーグ）
参考：埼玉県女子サッカー連盟公式サイト。以下、高等学校、大学の女子サッカー部は高記載校、大学の名前のみ記す。
- 2020シーズンは、1部リーグ（10チーム）を2つのブロックに分けて、対戦。[3]

| 回 | 年             | 優勝                                               | 2位                                  | 3位                                                |
| -- | -------------- | -------------------------------------------------- | ------------------------------------ | -------------------------------------------------- |
| 01 | 1993           | 浦和本太レディースFC                               | ASエルフェンFC                       | 浦和トークレディース                               |
| 02 | 1994           | 浦和トークレディース                               | ASエルフェンFC                       | 浦和バッカーズ                                     |
| 03 | 1995           | 浦和レディースFC                                   | ASエルフェンFC                       | 武蔵丘短期大学                                     |
| 04 | 1996           | ASエルフェンFC                                     | 浦和トークレディース                 | 武蔵丘短期大学                                     |
| 05 | 1997           | ASエルフェンFC SORA                                | 浦和トークレディース                 | ASエルフェンFC MARI                                |
| 06 | 1998           | 浦和レイナスFC                                     | ASエルフェンFC                       | 武蔵丘短期大学                                     |
| 07 | 1999           | ASエルフェンFC                                     | 武蔵丘短期大学                       | 浦和トークレディース                               |
| 08 | 2000           |                                                    |                                      |                                                    |
| 09 | 2001           |                                                    |                                      |                                                    |
| 10 | 2002           |                                                    |                                      |                                                    |
| 11 | 2003           | 武蔵丘短期大学                                     | 埼玉栄高校                           | レイニータFC                                       |
| 12 | 2004           | 上福岡女子SC                                       | 埼玉栄高校                           | レイニータFC                                       |
| 13 | 2005           | 浦和レッドダイヤモンズ・ジュニアユース・レディース | 上福岡女子SC                         | 武蔵丘短期大学なでしこ                             |
| 14 | 2006           | 上福岡女子SC                                       | FC JAM-G                             | SEフィリアFC                                       |
| 15 | 2007           | 関東学園大学                                       | SEフィリアFC                         | 上福岡女子SC                                       |
| 16 | 2008           | 尚美学園大学                                       | エルフェン狭山マリ                   | SEフィリアFC                                       |
| 17 | 2009           | 武蔵丘短期大学                                     | 尚美学園大学                         | エルフェン狭山マリ                                 |
| 18 | 2010           | 尚美学園大学                                       | 大東文化大学                         | 上福岡女子SC                                       |
| 19 | 2011           | 大東文化大学                                       | エルフェン狭山マリ                   | 上福岡女子SC                                       |
| 20 | 2012           | 東京国際大学                                       | 大東文化大学                         | 浦和レッドダイヤモンズ・ジュニアユース・レディース |
| 21 | 2013           | 東京国際大学                                       | 大東文化大学                         | エルフェン狭山マリ                                 |
| 22 | 2014           |                                                    |                                      |                                                    |
| 23 | 2015           |                                                    |                                      |                                                    |
| 24 | 2016           |                                                    |                                      |                                                    |
| 25 | 2017           |                                                    |                                      |                                                    |
| 26 | 2018           | 大東文化大学女子サッカー部                         | 東京国際大学女子サッカー部サテライト | 浦和レッドダイヤモンズレディースジュニアユース     |
| 27 | 2019           | 大東文化大学女子サッカー部                         | 東京国際大学女子サッカー部サテライト | 浦和レッドダイヤモンズレディースジュニアユース     |
| 28 | 2020 Aブロック | 東京国際大学女子サッカー部サテライト               | 1FC川越水上公園メニーナ U-18         | GRAMADO FC TOKINAN                                 |
| 28 | 2020 Bブロック | ちふれASエルフェン埼玉マリ                         | 白岡SCL＋                            | ちふれASエルフェン埼玉マリ U-15                    |